# Circonscription de Werder
La circonscription de Werder est une des 23 circonscriptions législatives de l'État fédéré Somali, elle se situe dans la Zone Werder. Son représentant actuel est Mahmud Ali Tahir.